# AngoSat-1
AngoSat-1 ist ein defekter Kommunikationssatellit und der erste Satellit Angolas. Betreiber der Satelliten ist das angolanische Ministerium für Telekommunikation und Informationstechnologie.

## Start
Der Satellit wurde am 26. Dezember 2017 um 19:00 UTC mit einer Zenit-3F-Trägerrakete vom Raketenstartplatz Baikonur in eine geostationäre Umlaufbahn gebracht. Nach dem Start des Satelliten ging für zwei Tage der Kontakt zu ihm verloren. Er erreichte allerdings nicht seine geplante geostationäre Orbitalposition. Zunächst war er oberhalb der für geostationäre Satelliten erforderlichen Höhe angekommen, driftete dann nach Westen und hätte bei Erreichen der geplanten Position von 14,5° Ost abgebremst und „nach unten“ fallen müssen, was allerdings nicht geschah. Seine Position verschiebt sich pro Tag um 3,2° nach Westen, wodurch er aus dem Funkbereich der Bodenstationen entwich. Mit 3,2° pro Tag umrundet seine Position die Erde in 112,5 Tagen. Im April 2018 trat er wieder im Funkbereich der Bodenstation ein. Es sollte  erneut versucht werden, ihn auf die geostationäre Bahn abzusenken. Die Kontaktaufnahme war jedoch erfolglos, und der Satellit wurde aufgegeben.

## Technik und Organisation
Der dreiachsenstabilisierte Satellit ist mit 6 Ku-Band- und 16 C-Band-Transpondern ausgerüstet und sollte von der Position 14,5° Ost aus Angola und Teile Afrikas mit Telekommunikationsdienstleistungen, Fernsehen, Radio und Internet versorgen.
Er wurde auf Basis des Satellitenbusses USP der RKK Energia gebaut und die Kommunikationsnutzlast wurde von Airbus Defence and Space geliefert. Er besitzt eine geplante Lebensdauer von 15 Jahren.
Das 280 Millionen Dollar (236 Millionen Euro) teuere Projekt wurde mit einem Kredit russischer Staatsbanken finanziert. Es umfasste den Satelliten, dessen Start sowie die Infrastruktur am Boden. Rund 50 angolanische Ingenieure wurden im Zuge des Programms ausgebildet, um in einer Kontrollstation nahe der angolanischen Hauptstadt Luanda die Funktionsfähigkeit des Satelliten zu überwachen. An der Ausbildung beteiligten sich neben Russland unter anderen auch Brasilien, China und Japan.

## Ersatz
Als Ersatz wurde AngoSat-2 gebaut und am 12. Oktober 2022 gestartet.